# Mora gymnasium

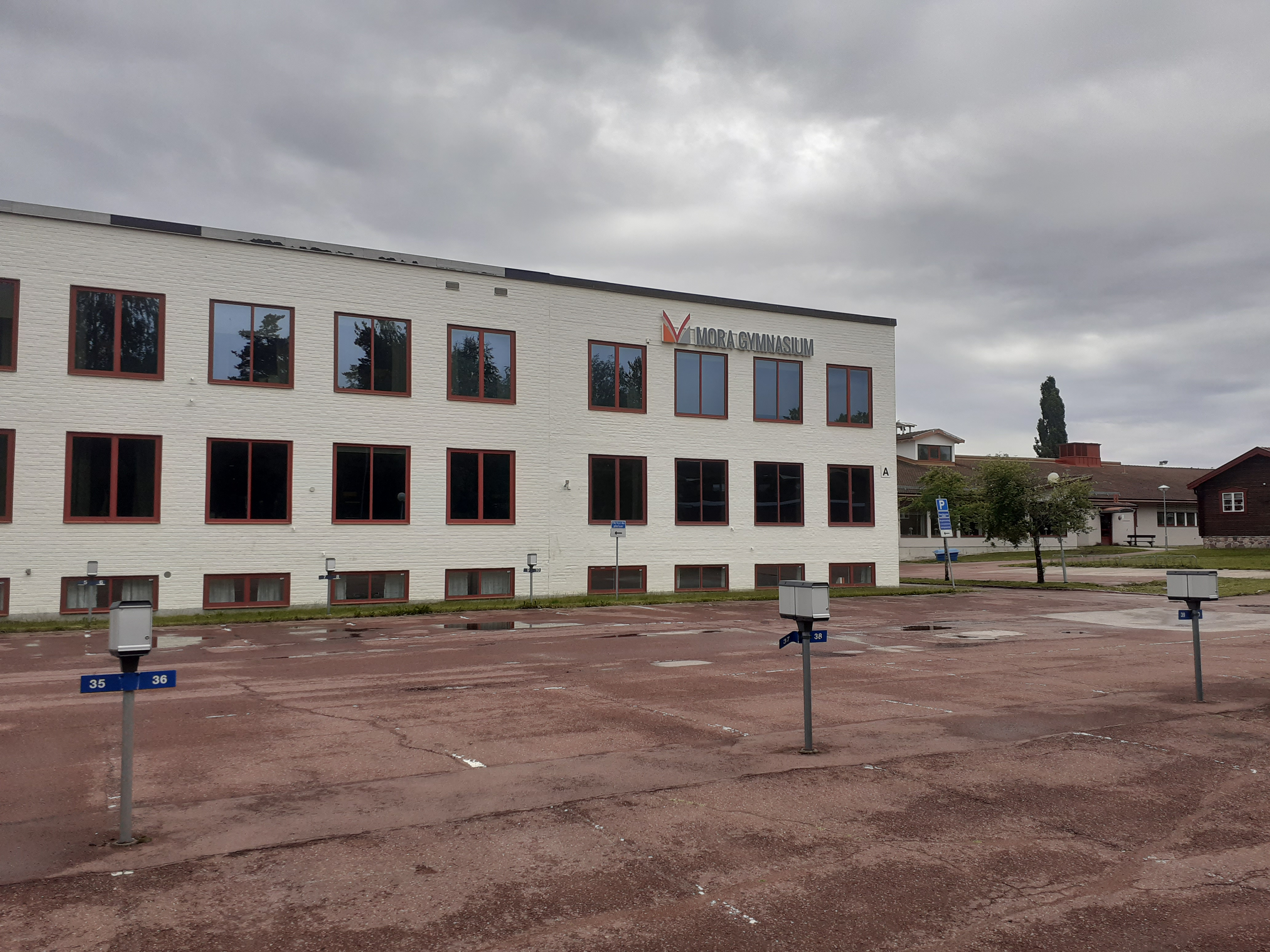
Mora gymnasium.

Mora gymnasium (före 2015 S:t Mikaelsskolan) är en gymnasieskola i Mora kommun. Skolan har 15 nationella program, introduktionsprogram, anpassad gymnasieskola och LIU/NIU samt RIG utbildning inom längdskidor, skidorientering, skidskytte, innebandy, ishockey och fotboll samt individuella idrotter. Inför läsåret 2015/2016 bytte skolan namn till Mora Gymnasium.
Högskoleförberedande program: 
- International Baccalaureate Diploma Programme, IB
- Ekonomiprogrammet, EK
- Estetiska programmet, ES
- Naturvetenskapsprogrammet, NA
- Samhällsvetenskapsprogrammet, SA
- Teknikprogrammet, TE

Yrkesförberedande program:
- Bygg- och anläggningsprogrammet, BA
- Barn- och fritidsprogrammet, BF
- El- och energiprogrammet, EE
- Fordons- och transportprogrammet, FT[3]
- Försäljnings- och serviceprogrammet, FS
- Hotel- och turismprogrammet, HT
- Industritekniska programmet, IN
- Restaurang- och livsmedelsprogrammet, RL
- Vård- och omsorgsprogrammet, VO

## Mora skidgymnasium
Mora skidgymnasium är ett skidgymnasium inom Mora gymnasium och ett riksidrottsgymnasium under Svenska skidförbundet. De idrotter som bedrivs med riksintag är längdåkning och skidorientering. Utöver dessa finns även ett antal regionala/lokala platser för längdåkning, skidorientering och skidskytte. Mora skidgymnasium är Sveriges enda skidorienteringsgymnasium med riksintag.

### Undervisning
Undervisningen som ges är utbildning vid vanliga gymnasieprogram vid Mora gymnasium i Mora, dock med "Specialidrott skidor" som individuellt val. Skidgymnasiets elever kan ansöka om att få den treåriga tiden för gymnasiestudier förlängd för att få tillräcklig tid för studier samtidigt som man utövar sin idrott på elitnivå.

### Meriter
Mora Skidgymnasium har genom åren fostrat flera åkare med meriter från stora mästerskap och världscuper, såväl i längd och skidorientering som traditionell fotorientering. Skidgymnasiet har även utbildat flera Vasaloppssegrare.